# Christliche Medieninitiative pro
Die Christliche Medieninitiative pro e. V. ist ein Zusammenschluss evangelikal orientierter Journalisten, Publizisten, Verleger und Vertreter von Medienorganisationen und vertritt die medienpolitischen Interessen der Deutschen Evangelischen Allianz.
Ziel des Vereins ist die Darstellung und Kommentierung aktueller Themen aus Politik, Gesellschaft und Religion, die Stärkung der Medienkompetenz in Gemeinden sowie Unterstützung beim Gedankenaustausch zwischen Medienvertretern. Zudem wird die Öffentlichkeitsarbeit für Großveranstaltungen wie Willow Creek, Christival, ProChrist oder den Gemeindetag unter dem Wort übernommen.
Die Christliche Medieninitiative ist aus der Konferenz Evangelikaler Publizisten (KEP) hervorgegangen und hieß bis 2019 Christlicher Medienverbund KEP. Sie hat ihren Sitz in Wetzlar, Hessen.

## Geschichte

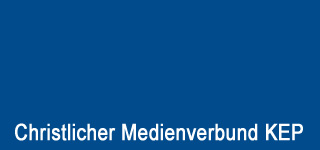
Ehemaliges Logo

Letztes Logo unter dem alten Namen

Am 30. Mai 1975 wurde der Verein Konferenz Evangelikaler Publizisten e. V. in Stuttgart von Bärbel Wilde, Friedrich Hänssler, Horst Marquardt und Waldemar Murjahn gegründet. Ihr Leitgedanken war „Mehr Evangelium in den Medien“. Auf der gemeinsamen Basis der Deutschen Evangelischen Allianz sollte die bisherige Öffentlichkeitsarbeit koordiniert werden.
Im Jahr 1999 wurde der Verein in Christlicher Medienverbund KEP e. V. umbenannt. 2013 arbeiteten 30 Mitarbeiter in Deutschland, Israel und Russland für den ausschließlich durch Spenden finanzierten Verein. Im März 2019 wurde die Umfirmierung in „Christliche Medieninitiative pro“ beschlossen.

## Arbeitsbereiche

### Christliches Medienmagazin pro
Das Christliche Medienmagazin pro ist eine christliche Medienzeitschrift, die sechsmal jährlich erscheint. pro stellt seit 1987 aktuelle Entwicklungen in der Medienwelt dar und bezieht aus konservativ-christlicher Sicht Stellung zu Themen aus Kirche, Gesellschaft, Medien oder Politik. Für pro schreiben evangelische, römisch-katholische sowie freikirchliche Autoren. Die Druckauflage beträgt jeweils 78.500 Exemplare (Stand Nov. 2013). Print-Redaktionsleiter ist Jonathan Steinert und Digital-Redaktionsleiter ist Nicolai Franz. Redaktionsleiterin war bis 2020 die ehemalige FAZ-Autorin Stefanie Ramsperger.
Im Internetportal des Medienmagazins werden täglich Nachrichten aus den Medien veröffentlicht. Als wöchentlicher E-Mail-Newsletter wurde 2006 proKOMPAKT gestartet. Das pdf-Magazin wird mittlerweile von rund 11.500 Lesern (Dezember 2016) bezogen und erscheint immer donnerstags. 
Das Deutsche Journalistenkolleg verzeichnet pro als Fachzeitschrift für Medien und Journalismus.

### Medienakademie
Zur Ausbildung junger Christen für journalistische Tätigkeit gründete der Verein im Jahr 1987 die Christliche Medienakademie. Seitdem wurden rund 6.000 Journalisten, Volontäre und Mitarbeiter aus Unternehmen, Organisationen und Redaktionen geschult (Stand 2006).
Leiter war der Journalist und Theologe Egmond Prill.

### Israelnetz
Israelnetz ist ein journalistisches Medienangebot der Christlichen Medieninitiative pro, das Informationen über das politische, wirtschaftliche, religiöse und kulturelle Leben in Israel und dem Nahen Ostens aus christlich-konservativer Sicht veröffentlicht. Die zweimonatlich erscheinende Printausgabe des Israelnetz Magazins bietet Hintergrundinformationen, während das Internetportal „israelnetz.com“ tagesaktuell berichtet. Die Israelnetz-Redaktion arbeitet seit 1999 am Standort Wetzlar und berichtet aus einem Büro in Jerusalem. Bis Oktober 2016 arbeitete der Theologe und Journalist Johannes Gerloff dort als Korrespondent. Zu den regelmäßigen Autoren zählte der Journalist Ulrich W. Sahm. Redaktionsleiterin ist die evangelische Theologin Elisabeth Hausen. Von 2011 bis 2022 wurden auch Videos unter dem Namen Israelnetz TV produziert, die seit 2014 auf Bibel TV liefen.

### Publicon
„publicon - Christen im Journalismus“ ist ein Zusammenschluss journalistisch arbeitender Christen, um fachlichen und geistlichen Austausch zu ermöglichen. Im Oktober 2023 fusionierte das Netzwerk „creatunity“ mit Publicon. Creatunity wurde durch die überregionale „Social Media Night“ sowie Seminare und Netzwerktreffen von christlichen Influencern bekannt, die sich in Sozialen Medien mit dem christlichen Glauben befassen.

### Pressearbeit
Die Christliche Medieninitiative pro übernimmt für Veranstaltungen, Werke und Organisationen die Presse- und Öffentlichkeitsarbeit; bisher unter anderen für ProChrist, Christival, JesusHouse und kickoff 2006.

## Medienpreis Goldener Kompass
Der Christliche Medieninitiative pro e. V. verleiht seit 1988 in unregelmäßigen Abständen von ein bis vier Jahren zur Anerkennung wertvoller Beiträge in den Medien den mit 2.500 Euro dotierten Medienpreis Goldener Kompass.
Bisherige Preisträger des Medienpreises sind Kai Diekmann, Gernot Facius (2000), Bernhard Langer, Normal Generation?, Sir Cliff Richard, Henning Röhl, Heinz Rühmann, Devid Striesow (2015), Wim Thoelke und Andrea Zangemeister.
Am 29. April 2004 wurde der Regisseur des Luther-Filmes Eric Till sowie Alexander Thies, Brigitte Rochow und Gabriela Pfändner von der „Neue Filmproduktion“ in Berlin ausgezeichnet. Einen Special Award für sein Lebenswerk erhielt Robert Mehlhose als Oberkirchenrat und Publizistikreferent der EKD. Einen Preis für seine Berichterstattung über den Glauben von Fußballer Zé Roberto erhielt der tz-Redakteur Gerald Selch. Der Nachwuchspreis der Christlichen Medienagentur ging an Axel Rothkehl vom NDR.
Am 28. November 2005 wurden Günther Jauch, Stern TV, sowie Anette Lache, Frank Ochmann und Anne Schönharting, Stern, für ihre Berichterstattung über das Schicksal der siamesischen Zwillinge Lea und Tabea ausgezeichnet. Für einen Beitrag in der Wirtschaftswoche über „Christen in der Wirtschaft“ wurden die Redakteure der Wirtschaftswoche Andreas Große Halbuer, Jochen Mai und Cornelius Welp ausgezeichnet. Den Nachwuchspreis der Christlichen Medienagentur erhielt Carsten Behrendt für einen Beitrag über den Auftakt der „ProChrist“-Aktion „Die kleinste Kirche der Welt“ in Berlin und eine Fernsehreportage über das christliche Sozialwerk „Arche“.
Die Preisträger 2007 waren die Journalisten Uwe Mönninghoff, Carsten Erdmann und Philip Hohage sowie der Fußballprofi Cacau. Sie wurden für ihre Beiträge zum Buch Mit Gott auf Schalke ausgezeichnet.
2008 wurden der Redakteur Till-Reimer Stoldt und der Fußballverein FC Schalke 04 gemeinsam mit dem Autor David Kadel sowie dem Musiker Jens Sembdner (Die Prinzen) mit dem Preis ausgezeichnet.
2010 waren die Preisträger der CDU/CSU-Politiker Volker Kauder, die Journalisten Tobias Kurfer und Ralf Fischer, und der Drehbuchautor Thorsten Näter. Horst Marquardt erhielt einen Sonderpreis für sein Lebenswerk.
2012 wurde Samuel Koch für sein Buch Samuel Koch – Zwei Leben ausgezeichnet.
2017 wurde Daniel Böcking, stellvertretender Chefredakteur von Bild.de, für die Thematisierung seines Glaubens und sein Buch Ein bisschen Glauben gibt es nicht: Wie Gott mein Leben umkrempelt ausgezeichnet.
2021 wurden der Influencer Johannes Mickenbecker von den The Real Life Guys für die Verbreitung des christlichen Glaubens und der Astrophysiker Heino Falcke für sein Buch Licht im Dunkeln. Schwarze Löcher, das Universum und wir geehrt, womit er Millionen Zuschauer und Leser auf eine Reise zu den Anfängen des Universums mitgenommen und konkret die Frage gestellt hat: „Ist da noch Platz für einen Gott?“
2025 wurde die Olympiasiegerin Yemisi Ogunleye ausgezeichnet und damit ihr öffentliches Zeugnis über den Glauben in den Medien gewürdigt.

## Nachwuchsjournalistenpreis
Seit 2009 vergibt der Arbeitsbereich Medienakademie der Christlichen Medieninitiative pro den mit 1.500 Euro dotierten „Nachwuchsjournalistenpreis“ in einem Rhythmus von circa 18 Monaten für Beiträge, die christliche Themen und Werte in vorbildlicher Weise thematisieren.